# اینکا پالانکا
اینکا پالانکا (به اسپانیایی: Inka Pallanka) یک کوه در پرو است که در منطقه آیاکوچو واقع شده‌است. اینکا پالانکا ۴٬۶۰۰ متر بالاتر از سطح دریا واقع شده‌است.